# Juillet 1948
Cette page présente les faits marquants du mois de juillet 1948.

## Évènements
- 1er juillet : les documents de Francfort sont remis aux ministres-présidents des länder occidentaux.

- 4 juillet : parti en tête, Maurice Trintignant est victime d'un terrible accident au Grand Prix automobile de Suisse alors qu'il était 4e au 4e tour. Déclaré cliniquement mort, il revient à la vie après une semaine de coma.

- 5 juillet :
  - Au Royaume-Uni, mise en application de la loi sur le Service national de santé (Aneurin Bevan). Nationalisation du secteur hospitalier qui est intégré dans un grand « service national de santé » qui dispense gratuitement tous les soins médicaux.
  - Une seconde pile atomique est mise en service au Royaume-Uni dans la centrale de Harwell.

- 6 juillet : création du Zengakuren, syndicat national des associations d’étudiants au Japon.

- 8 juillet :
  - Le maire de Montréal, Camillien Houde, annonce son appui à l'Union nationale du Québec[1].
  - Rupture de la trêve par les armées arabes. La « Guerre des Dix jours » voit le succès de Tsahal (armée nationale israélienne) dans la région de Jérusalem et en Galilée. Les États arabes acceptent un cessez-le-feu le 18 juillet.

- 8 - 10 juillet : conférence du Rittersturz sur les documents de Francfort.

- 14 juillet : un attentat contre le leader communiste Palmiro Togliatti donne lieu à d’importantes manifestations dans toute l'Italie.

- 15 juillet : Louis St-Laurent, principal lieutenant de Mackenzie King au Québec et candidat déclaré à sa succession, prend ouvertement parti pour Adélard Godbout et le Parti libéral du Québec[2].

- 16 juillet :
  - Premier vol du prototype de l'avion de transport Vickers Viscount.
  - Quatre hommes armés détournent l'avion civil Miss Macao de Cathay Pacific et tirent sur le pilote ; l'avion s'écrase, tuant 26 des 27 personnes à bord.

- 17 juillet : promulgation de la Constitution de la Corée du Sud.

- 19 juillet : en France, les socialistes provoquent la démission du cabinet Schuman auquel ils sont opposés à propos de la laïcité et de l’Indochine.

- 21 juillet : un B-29 Superfortress s'écrase dans les eaux du lac Mead dans le Nevada[3].

- 22 juillet :
  - Terre-Neuve devient la dixième province canadienne à l'issue d'un référendum (le second en moins de deux mois) avec une très courte majorité (officiellement le 1er avril 1949)[4].
  - Procès à Tananarive des dirigeants du Mouvement démocratique de la rénovation malgache. Six peines de mort son prononcées (4 octobre), dont celles des députés Raherivelo Ramamonjy et Justin Bezara. Le député Rabemananjara est condamné aux travaux forcés à perpétuité. Les condamnés à mort seront graciés le 15 juillet 1949.

- 25 juillet :
  - l’Italien Gino Bartali remporte le Tour de France cycliste devant le Belge Briek Schotte et le Français Guy Lapébie.
  - Record de vitesse sur le trajet Londres-Paris réalisé en 34 min 7 s par un avion de transport à réaction britannique.

- 26 juillet : en France, nouveau Gouvernement André Marie (radical), jusqu'au 28 août.

- 28 juillet : l'Union nationale du Québec de Maurice Duplessis remporte haut la main l'élection générale québécoise avec 82 députés élus contre seulement 8 pour les libéraux. Le chef libéral Adélard Godbout perd son siège de L'Islet. René Chaloult, candidat indépendant, est vainqueur dans le comté de Québec. Jean-Jacques Bertrand, Antoine Rivard et Yves Prévost sont les nouveaux députés de Missisquoi, Montmagny et Rivière-du-Loup[5].

- 29 juillet : ouverture des Jeux olympiques d'été à Londres (Grande-Bretagne) dont les compétitions se tiennent jusqu'au 14 août.

- 31 juillet - 7 aout : le 33e congrès mondial d’espéranto a lieu à Malmö.

## Naissances
- 1er juillet : Lonnie Thompson, paléoclimatologue américain.
- 3 juillet : Gérard Miller, psychanalyste, écrivain et réalisateur français.
- 4 juillet : René Arnoux, pilote automobile français de Formule 1, comptant 7 victoires en 162 Grands Prix de 1978 à 1989.
- 6 juillet :
  - Nathalie Baye, actrice française.
  - Wadih Saadeh, poète et journaliste libanais.
- 10 juillet : Christine Caron, nageuse française.
- 12 juillet : Richard Simmons, acteur et producteur américain († 13 juillet 2024).
- 13 juillet : 
  - Catherine Breillat, réalisatrice et scénariste française.
  - Eugène Aouélé Aka, homme politique ivoirien.
  - Élise Fischer, femme de lettres, journaliste et romancière française spécialisée sur la Lorraine († 25 décembre 2023).
- 14 juillet : Goodwill Zwelithini kaBhekuzulu, monarque sud-africain († 12 mars 2021).
- 15 juillet : Anne Sinclair, journaliste française d'origine américaine.
- 16 juillet : 
  - Pawan Kumar Bansal, un homme politique indien.
  - Pinchas Zukerman, violoniste israélien.
- 18 juillet : 
  - Hartmut Michel, biochimiste allemand, prix Nobel de chimie en 1988.
  - Ruud Geels, footballeur néerlandais († 18 novembre 2023).
- 21 juillet :
  - Cat Stevens, musicien britannique.
  - Hubert-Félix Thiéfaine, chanteur français.
- 25 juillet : Brian Stableford, écrivain britannique († 24 février 2024).
  - Garry Trudeau, dessinateur.
- 26 juillet : Ronnie Kosloff, chimiste américain.
- 27 juillet : Peggy Fleming, patineuse artistique américaine, championne olympique aux Jeux de Grenoble en 1968, triple championne du monde (1966, 1967, 1968).
- 29 juillet : Meir Shalev, écrivain israélien († 11 avril 2023).
- 30 juillet : Jean Reno, comédien français.
- 31 juillet : Alain Nadaud, écrivain français.

## Décès
- 5 juillet : Georges Bernanos, écrivain et dramaturge français (° 20 février 1888).
- 11 juillet : Franz Weidenreich, anatomiste et paléo-anthropologue allemand (° 7 juin 1873).
- 14 juillet : Jacob Niessner, criminel nazi (° 19 janvier 1908).
- 23 juillet : David Wark Griffith, producteur et réalisateur américain (° 22 janvier 1875).